# Neoplan Jumbocruiser
Neoplan Jumbocruiser – dwupokładowy dwuczłonowy autobus turystyczny klasy mega produkowany w latach 1973–1993 przez firmę Neoplan w Niemczech. Znalazł się w Księdze rekordów Guinnessa jako największy autobus na świecie.

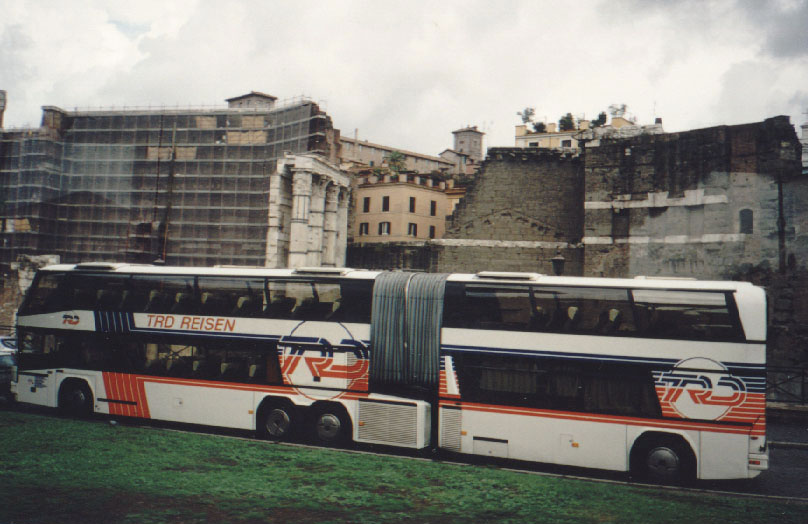
Neoplan Jumbocruiser w Rzymie
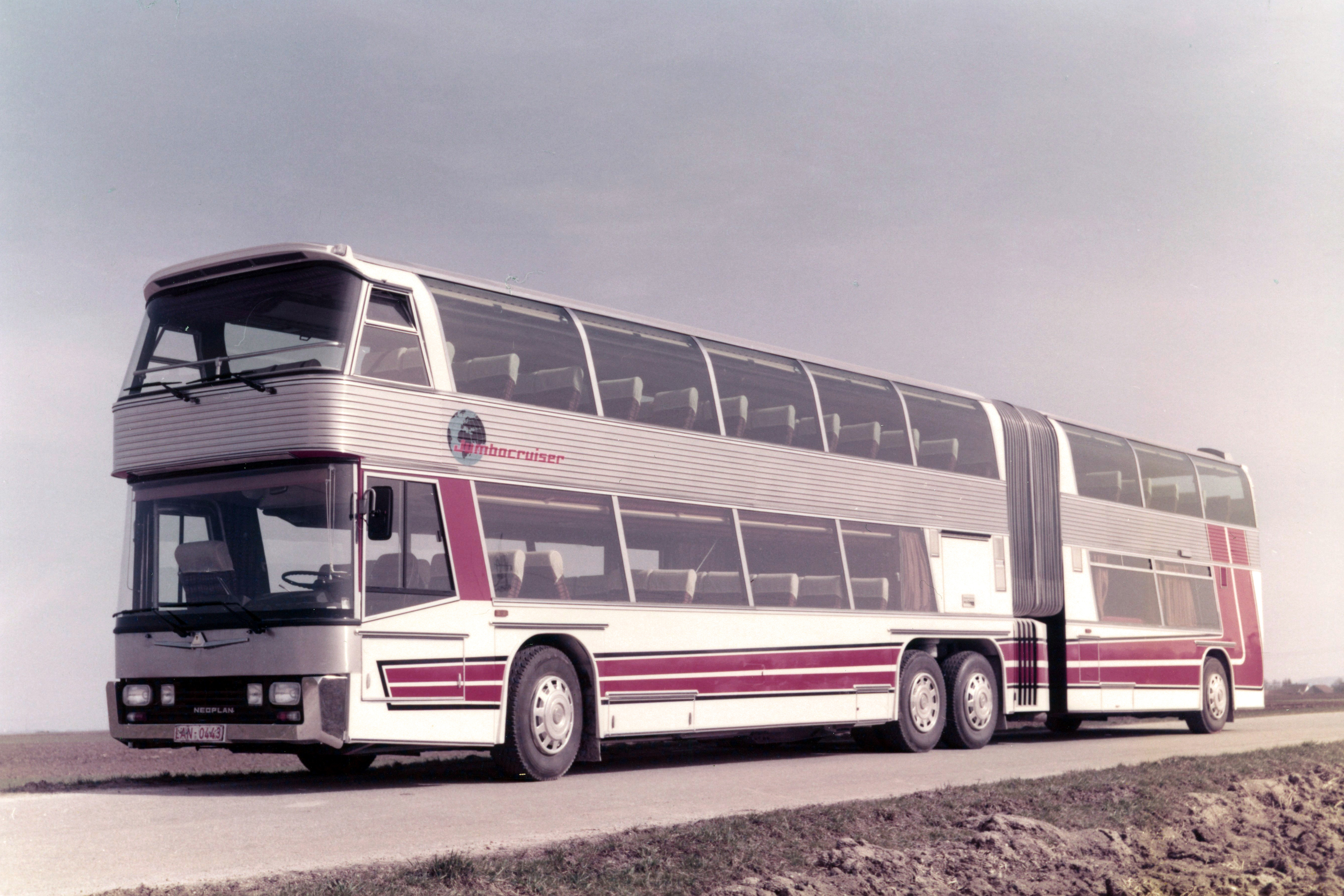
Neoplan Jumbocruiser z 1977 roku.
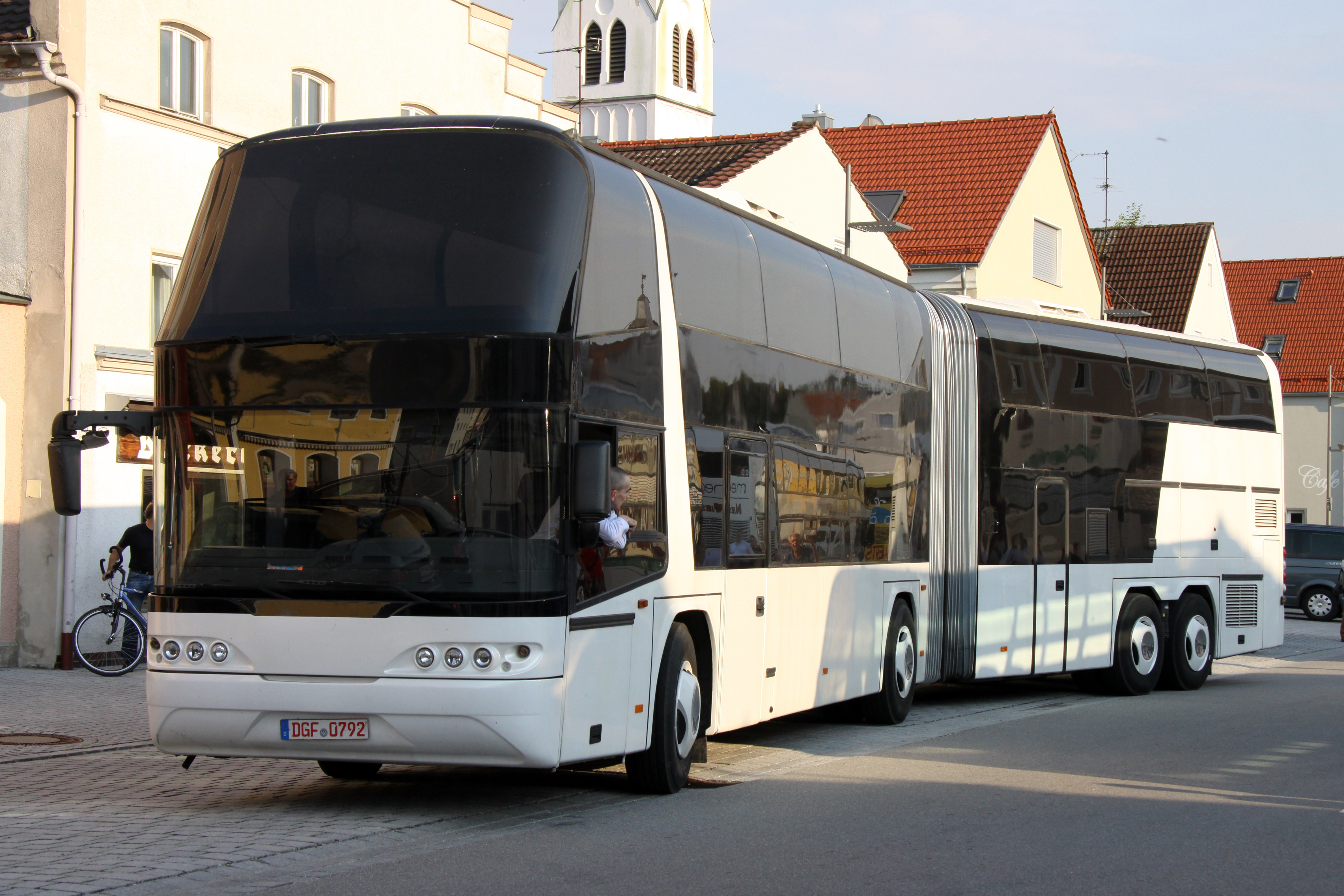
Ostatni wyprodukowany egzemplarz.